# Dezyderij Towt
Dezyderij Ludwihowycz Towt, ukr. Дезидерій Людвігович Товт, węg. Dezső Tóth, ros. Дезидерий Людвигович Товт, Dezidierij Ludwigowicz Towt (ur. 4 września 1920 w Użhorodzie, zm. 10 lipca 2002 w Budapeszcie) – ukraiński piłkarz pochodzenia węgierskiego, grający na pozycji napastnika, trener piłkarski.

## Kariera piłkarska

### Kariera klubowa
Od 1935 roku grał w drużynie juniorów Ruś Użhorod, gdzie był kapitanem drużyny. Również w latach 1937–1938 bronił barw Rusi Podkarpackiej. W 1939 roku rozpoczął karierę piłkarską w klubie Ruś Użhorod. W 1945 najpierw grał w reprezentacji Mukaczewa, a potem został piłkarzem Spartaka Użhorod, gdzie również był kapitanem drużyny. Po wygraniu w 1946 roku złotych medali Mistrzostw Ukraińskiej SRR piłkarze Spartaka otrzymały zaproszenia od czołowych klubów. W końcu 1948 roku został zaproszony do Dynama Kijów. W 1952 powrócił do domu i potem występował w Spartaku Użhorod, w którym zakończył karierę w roku 1956.

## Kariera trenerska
Karierę szkoleniowca rozpoczął po zakończeniu kariery piłkarza. Od 1956 trenował rodzimy zespół Spartak Użhorod. Od lata 1971 do 4 października 1974 prowadził Howerłę Użhorod. W latach 70. XX wieku pracował na stanowisku Prezesa Zakarpackiego Obwodowego Związku Piłki Nożnej.
Ostatnie lata swego życia mieszkał z żoną w Budapeszcie, gdzie zmarł 10 lipca 2002 w wieku 82 lat.

## Sukcesy i odznaczenia

### Sukcesy piłkarskie
Spartak Użhorod
- mistrz Ukraińskiej SRR: 1946, 1953

Dynamo Kijów
- mistrz ZSRR wśród drużyn rezerwowych: 1949

### Sukcesy trenerskie
Howerła Użhorod
- wicemistrz Ukraińskiej SRR: 1972

### Sukcesy indywidualne
- król strzelców Dynama Kijów w sezonie 1950: 11 goli

### Odznaczenia
- tytuł Mistrza Sportu ZSRR